# La professoressa di lingue
La professoressa di lingue è un film del 1976 diretto da Demofilo Fidani.

## Trama
Michele è un ragazzo imbranato e balbuziente, figlio di un ricco allevatore di maiali. Poiché l'azienda di famiglia tratta anche con l'estero, il ragazzo ha bisogno di imparare l'inglese e il francese, e così viene assunta una affascinante professoressa di lingue.